# 1603

## Esdeveniments
- Març: Samuel de Champlain viatja cap al Canadà.
- 24 de març: instauració del Shogunat Tokugawa.
- 25 de juliol: coronació de Jaume I d'Anglaterra i VI d'Escòcia.
- Agost: Samuel de Champlain torna a França.
- Japó: la seu governamental s'estableix a Tòquio.
- Filipines: Insurrecció dels colons xinesos contra les autoritats espanyoles.
- Es descobreix l'Antàrtida.

## Naixements
- 17 de juny: Josep de Copertino, sant italià de l'orde dels Frares Menors (m. 1663).[1]
- 10 d'octubre: Abel Tasman, explorador dels Països Baixos (m. 1659).

## Necrològiques
- 24 de març, Richmond Palaceː Elisabet I d'Anglaterra, reina d'Anglaterra i d'Irlanda des de 1558 fins a la seva mort (n. 1533).[2]
- 10 de juliol: Joan Terès i Borrull, virrei de Catalunya (n. 1538)
- 16 de novembre: Pierre Charron, filòsof i teòleg francès del corrent de l'escepticisme (n. 1541)
- 10 de desembre: William Gilbert, metge anglès (n. 1544)
- 22 de desembre: Mehmet III, soldà de l'Imperi Otomà (n. 1566)